# Матагорда (округ)
Округ Матагорда (англ. Matagorda county) — округ штата Техас Соединённых Штатов Америки. На 2000 год в нем проживало 37 957 человек. По оценке бюро переписи населения США в 2009 году население округа составляло 36 978 человек. Окружным центром является город Бей-Сити.

## История
Округ Матагорда был одним из первоначальных округов Республики Техас, когда он объявил независимость от Мексики в 1836 году. Он назван так из-за посадок сахарного тростника, росшего на побережье округа (исп. mata gorda — густые заросли).

## География
По данным бюро переписи населения США площадь округа Матагорда составляет 4176 км², из которых 2886 км² — суша, а 1290 км² — водная поверхность (30,87 %).

### Основные шоссе
- Автострада 35
- Автострада 60
- Автострада 71
- Автострада 111

### Соседние округа
- Бразория  (северо-восток)
- Мексиканский залив  (юго-восток)
- Калхун  (юго-запад)
- Джэксон  (запад)
- Уортон  (северо-запад)